# جو أورتيز
جو أورتيز (بالإسبانية: Joseph Ortiz) هو لاعب كرة قاعدة فنزويلي، ولد في 13 أغسطس 1990 في كاراكاس في فنزويلا.

## وصلات خارجية
- جو أورتيز على موقع دوري كرة القاعدة الرئيسي (الإنجليزية)
- جو أورتيز على موقعبيزبول رفرنس.كوم (الدوري الرئيسي) (الإنجليزية)
- جو أورتيز على موقعبيزبول رفرنس.كوم (الدوري الثانوي) (الإنجليزية)
- جو أورتيز على موقع إي إس بي إن.كوم (أم.أل.بي) (الإنجليزية)
- جو أورتيز على موقع مشجعي الرسوم البيانية (الإنجليزية)